# Jacob zegent de zonen van Jozef (Rembrandt)
Jacob zegent de zonen van Jozef is een olieverfschilderij van de Nederlandse kunstschilder Rembrandt van Rijn uit 1656, 173 × 209 centimeter groot. Het betreft een weergave van het Bijbelverhaal uit Genesis 48, waarin de stervende aartsvader Jacob bij de zegening zijn jongste kleinzoon verkiest boven de oudste. Het werk bevindt zich in de collectie van het Gemäldegalerie Alte Meister in het Bergpark en Schloss Wilhelmshöhe te Kassel.

## Bijbels thema
Het thema van het schilderij gaat terug op een Bijbelverhaal uit Genesis, hoofdstuk 48:14. Toen Jozef hoorde dat zijn vader Jacob stervende was, bracht hij zijn zonen Manasse en Efraïm naar hem toe. Hij vroeg zijn vader hen te zegenen, hetgeen deze bereid was te doen. Tot Jozefs verbazing legde zijn nagenoeg blinde oude vader echter zijn rechterhand op het hoofd van Efraïm, die de jongste was, waar de traditie voorschreef dat hij zijn hand op het hoofd van de oudste behoorde te leggen. Toen Jozef protesteerde en zijn vader trachtte te corrigeren, bleek dat het wel degelijk een bewuste daad was geweest. De oude man zei daarbij: "Ik weet het, mijn zoon! ik weet het; hij zal ook tot een volk worden, en hij zal ook groot worden; maar nochtans zal zijn kleinste broeder groter worden dan hij, en zijn zaad zal een volle menigte van volkeren worden". Efraïm zou later inderdaad een grotere stam voortbrengen dan zijn broer. Vroegchristelijke interpretaties zien Efraïm ook wel als de stamvader van het christendom, waar Menasse wordt verbonden aan het Jodendom. Rembrandt lijkt in zijn weergave aan te sluiten bij deze opvatting, mede getuige de blonde haarkleur van Efraïm tegenover de donkere haren van Manasse.

## Afbeelding
Jacob zegent de zonen van Jozef illustreert hoezeer Rembrandt Bijbeltaferelen naar zijn eigen hand zette en er een eigen interpretatie aan gaf. Het bewuste tafereel wordt door hem weergegeven als een familiedrama van grote intensiteit. Hoewel hij (naar blijkt uit een röntgenopname) in een eerste opzet nog lijkt te twijfelen, kiest hij ervoor om niet het ultieme moment van conflict weer te geven, maar het moment van verzoening en acceptatie, direct daarna. Daarmee legt hij de nadruk op familiale genegenheid en harmonie, en de verbondenheid en voortgang der generaties. De geitenwollen sjaal die Jacob draagt legt bovendien een verband met diens eigen zegening door zijn vader Isaac, die hij misleidde door zijn armen te bedekken met geitenvellen.

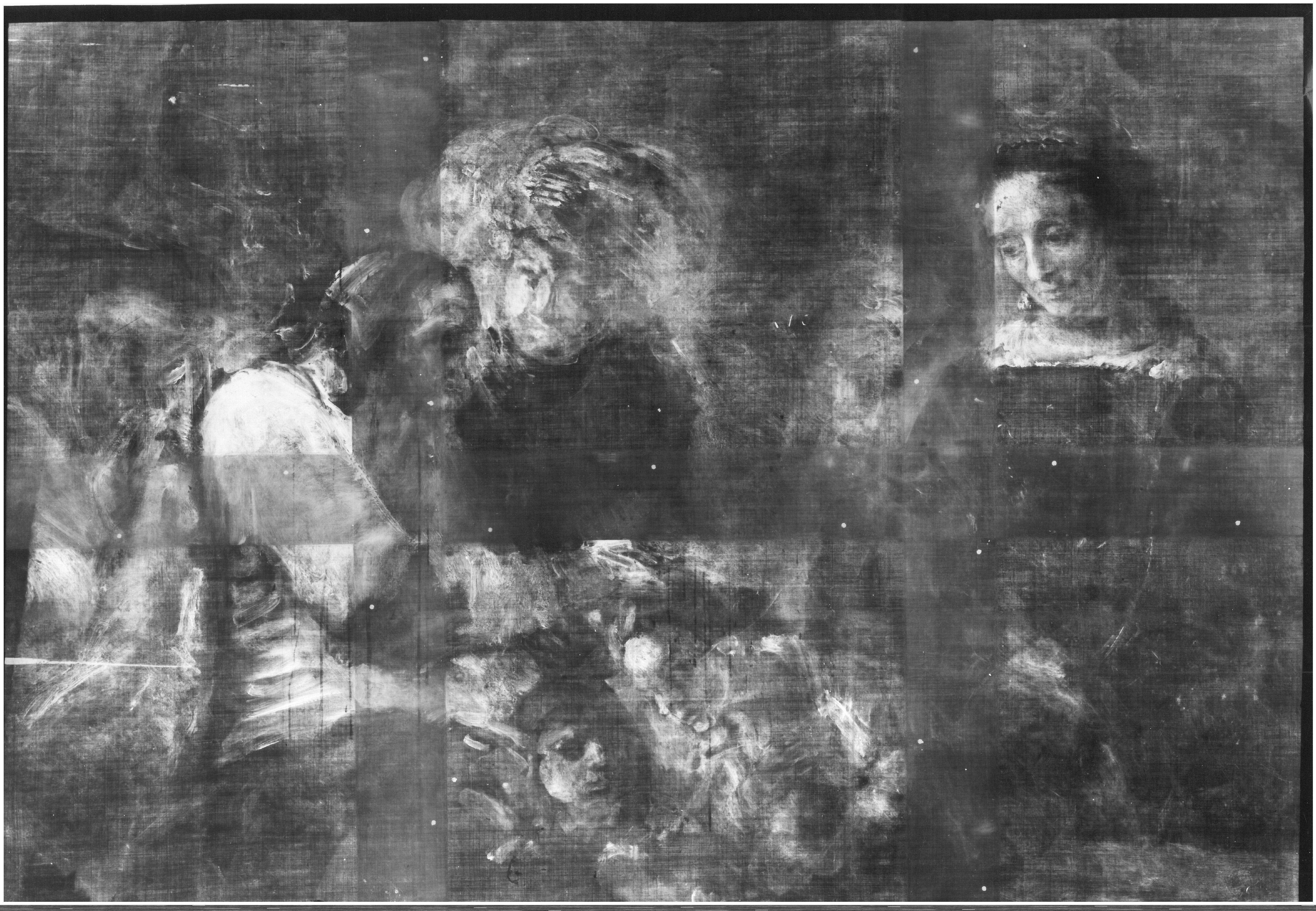
Röntgenfoto van het schilderij. Te zien is dat Rembrandt Joseph aanvankelijk recht achter zijn kinderen plaatst en ook geschrokken naar hen kijk. Uiteindelijk plaatst de kunstenaar hem meer toegenegen naast zijn vader. Asnath lijkt later toegevoegd.

Jacob is stervende en sterk verzwakt, maar straalt nog duidelijk wilskracht uit: zijn handeling is welbewust. Jozefs gezicht laat inmiddels weinig protest meer zien, maar is eerder liefdevol en begrijpend. Zijn linkerhand lijkt die van zijn vader eerder te ondersteunen dan weg te duwen. Manasse, die ook zachtjes door Jacob wordt gestreeld, kijkt verbaasd maar niet afgunstig naar zijn enigszins pedant de armen kruisende broer.
Opvallend is ook de weergave van de vrouw van Jacob, de Egyptische Asnath, die in het Bijbelverhaal helemaal niet wordt genoemd. Ze lijkt het gebeuren met milde toestemming aan te zien. Het feit dat Rembrandt ook haar afbeeldt heeft mogelijk te maken met veranderende verhoudingen in zeventiende-eeuwse Hollandse gezinnen, waar de vrouw naast haar man kwam te staan en als een evenwaardig lid binnen de familie werd gezien. Bij een zo belangrijke gebeurtenis als een zegening mag ze dan ook niet ontbreken.
De interpretatie van het thema, is naar alle waarschijnlijkheid ook verbonden met de familieomstandigheden van de opdrachtgever voor het werk, de hoogwaardigheidsbekleder Willem Schrijver (1608-1661). Willem Schrijver was eerder getrouwd geweest met de rijke weduwe Wendela de Graeff, die ook kinderen uit een eerder huwelijk had. Na haar dood in 1652 ontstond er tussen Schrijver en deze kinderen onenigheid over de erfenis. Deze gegevens in acht nemende, lijkt het plausibel dat Efraïm staat voor de kinderen van Schrijver en Manasse voor Wendela's kinderen uit haar vorig huwelijk. Schrijver zelf is Jozef, Asnath een postume portrettering van Wendela en de oude Jacob is de vader van Schrijver, Petrus Scriverius, een vooraanstaand politicus en filoloog uit die tijd. Op het moment dat dit schilderij werd gemaakt was Scriverius inderdaad oud en blind. De moraal is onmiskenbaar: vader en vrouw stemmen ermee in dat de later gekomene de voorkeur krijgt boven de eerstgekomene (in dit geval de erfenisbetwister uit het vroegere huwelijk).

## Stijl
Jacob zegent de zonen van Joseph toont bij uitstek de door Rembrandt tot grote hoogte gebrachte toepassing van het Clair-obscur (chiaroscuro). Het slaglicht valt over de schouders van de oude Jacob op de delen van het werk welke hij het meest wil benadrukken: de zegenende hand van de stervende aartsvader en de gezichtsuitdrukkingen van de hoofdrolspelers. De achtergrond is onbepaald en zonder functie. Het baldakijn is open zodat de toeschouwer het tafereel goed kan zien.
Rembrandt heeft de verf op de voorgrond dik aangebracht en bewerkt met paletmessen, de achterkant van zijn penselen en waarschijnlijk ook zijn vingers. De uitwerking van het middendeel laat brede penseelstreken zien, met een opvallende verfijning in belangrijke details, zoals de tulband van Jozef en het Bourgondische hoofddeksel van Asnath, die klaarblijkelijk voor Egyptisch moeten doorgaan. De kleurstelling is in de veel voor Rembrandts werken kenmerkende rood- en bruintinten, waarmee hij meende de intimiteit en het plechtige van het tafereel het meest treffend te kunnen raken.

## Historie
Na Willem Schrijvers dood in 1661 nam Wendela's broer Andries de Graeff haar nalatenschap over, waaronder het hier besproken schilderij van Rembrandt. In 1752, na het overlijden van Gerrit de Graeff, werd het werk door de erven van de familie via een Hamburgse kunsthandelaar verkocht aan Willem VIII van Hessen-Kassel, die het toevoegde aan zijn kunstverzameling in diens Slot Bellevue te Kassel. Later zou deze verzameling de basis vormen voor de collectie van de Gemäldegalerie Alte Meister in het plaatselijke Bergpark en Schloss Wilhelmshöhe, alwaar het werk nog steeds te zien is.
In 1977 werd het schilderij door een vandaal beschadigd met zuur, waarna een uitgebreide restauratie volgde. Daarbij werden ook de hierboven aangehaalde röntgenfoto's gemaakt. Door de restauratie kreeg het werk zijn oorspronkelijke kleuren terug, mede waardoor het thans geldt als een van Rembrandts best gepreserveerde werken.
In 2014-2015 was het werk te zien tijdens de grote expositie "Late Rembrandt" in het Rijksmuseum Amsterdam.